# Kopper, Devadurga
Kopper là một làng thuộc tehsil Devadurga, huyện Raichur, bang Karnataka, Ấn Độ.